# かりがね自転車競技場
かりがね自転車競技場（かりがねじてんしゃきょうぎじょう）は、長野県松本市にあった自転車競技場である。
1周333.3m。なお競走用自転車以外の自転車も走行できる1周400mの走路が別に存在した。1978年のやまびこ国体のトラックレース会場となり、2005年には全日本自転車競技選手権大会が開催された。
その後施設が老朽化していたことや、隣接している「かりがね運動広場」をサッカークラブ・松本山雅FCの練習グラウンドとして再整備し拡大するため、自転車競技場を解体することになり2013年10月をもって廃止された。
なお松本市は浅間温泉国際スケートセンター跡地に新たな自転車競技場を建設し、2015年に松本市美鈴湖自転車競技場として完成している。